# Nie panikuj!
Nie panikuj! (czasami: Nie panikuj) – offowy film z 2007 roku w reżyserii Bodo Koxa.

## Obsada
- Grzegorz Wojdon – Zygi
- Dawid Antkowiak – Antek
- Sebastian Stankiewicz – Radzio
- Marcin Dorociński – Rafalski
- Magdalena Woźniak – Iza
- Tadeusz Szymków – Komendant
- Cezary Studniak – Drag Queen
- Bogdan Grzeszczak – Lekarz 1
- Teresa Sawicka – Lekarz 2
- Wojciech Mecwaldowski – Lekarz 3
- Filip Zawada – Reporter
- Bodo Kox – Operator

## Opis fabuły
Zygi, Antek i Radzio tworzą zgrany, choć egzotyczny tercet. Feralnego dnia, kiedy Zygi po raz kolejny nie dostaje renty, z Antkiem znowu zrywa dziewczyna, a Radzio traci pracę, chłopcy postanawiają się zapić wszelkie smutki. Podczas libacji Zygi wpada na pomysł, by porwać maskotkę znanej na całym świecie sieci fastfoodów, czyniąc z tego aktu swoisty happening.